# 豊野駅

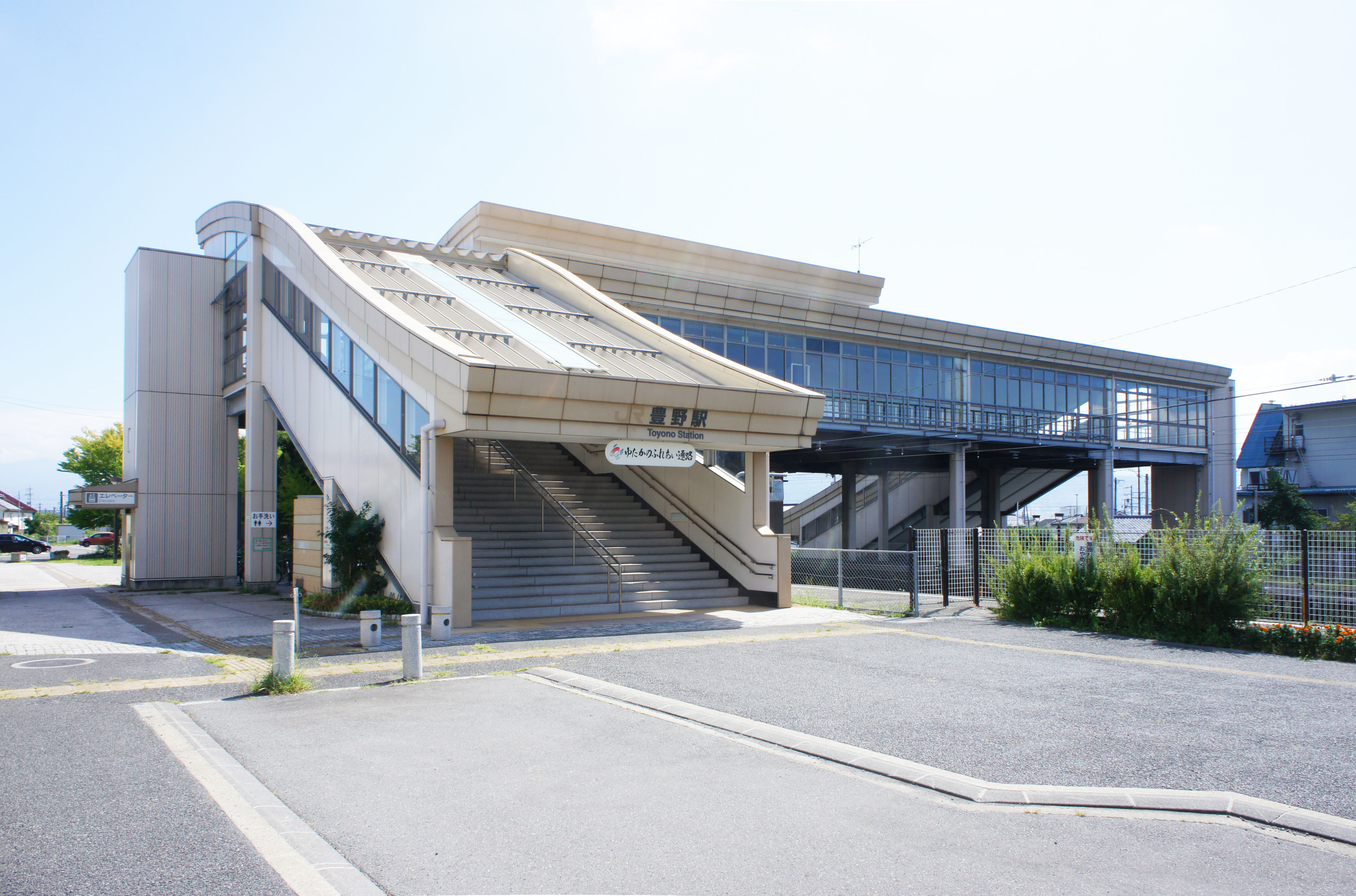
北口（2021年8月）

豊野駅（とよのえき）は、長野県長野市豊野町豊野にある、しなの鉄道・東日本旅客鉄道（JR東日本）の駅である。

## 乗り入れ路線
しなの鉄道の北しなの線と、当駅を起点とするJR東日本の飯山線が乗り入れている。飯山線の列車はすべて北しなの線を通して長野駅まで乗り入れている。元々北しなの線はJR東日本の信越本線であり当駅はJR東日本の単独駅であったが、北陸新幹線開業と同時に並行在来線である信越本線はしなの鉄道に移管された。同時に駅の管轄もしなの鉄道に移管され、両社による共同使用駅となった。

## 歴史
- 1888年（明治21年）5月1日：関山 - 長野間延伸により開業[1][4]。
- 1921年（大正10年）10月20日：飯山鉄道として豊野 - 飯山間が開業[5]。
- 1933年（昭和8年）3月：先代の木造駅舎完成[1]。
- 1944年（昭和19年）6月1日：飯山鉄道が国有化[5]。
- 1984年（昭和59年）
  - 1月15日：貨物の取り扱いを廃止[6]。
  - 2月1日：荷物の扱いを廃止[6]。
- 1987年（昭和62年）4月1日：国鉄分割民営化により、東日本旅客鉄道（JR東日本）の駅となる[4][5][6]。
- 2000年（平成12年）2月：駅周辺整備事業が着工。
- 2007年（平成19年）2月：駅舎改築工事が着工（事業費約4億円。駅舎本体は長野市、バリアフリー化関連はJR東日本がそれぞれ費用負担）。
- 2008年（平成20年）2月27日：橋上新駅舎の供用を開始[1]。同日午前10時より開業式が実施された。
- 2015年（平成27年）3月14日：北陸新幹線金沢延伸開業に伴い、信越本線がしなの鉄道に移管される[3]。駅の管理もしなの鉄道へ移管され、JRとしての所属線が信越本線から飯山線に変更される。また、その前日をもってみどりの窓口が終了する。(マルスは健在。)
- 2026年（令和8年）春：北しなの線において、ICカード「Suica」の利用が可能となる（予定）[7]。

かつて吾妻線が大前駅より吾妻郡嬬恋村を経由して当駅まで延伸する計画があったものの、実現には至らなかった。

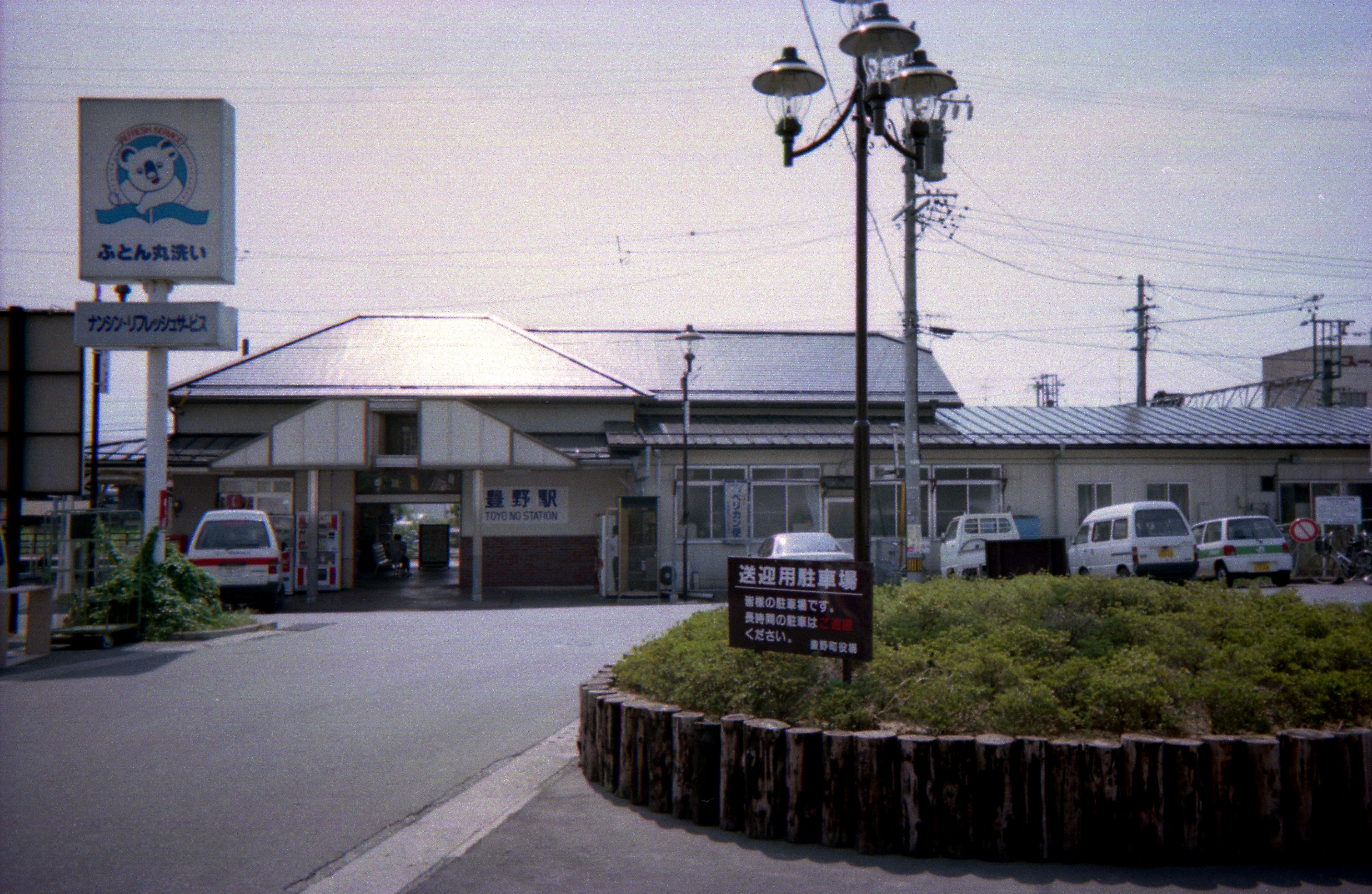
改築前の駅舎（1994年9月）
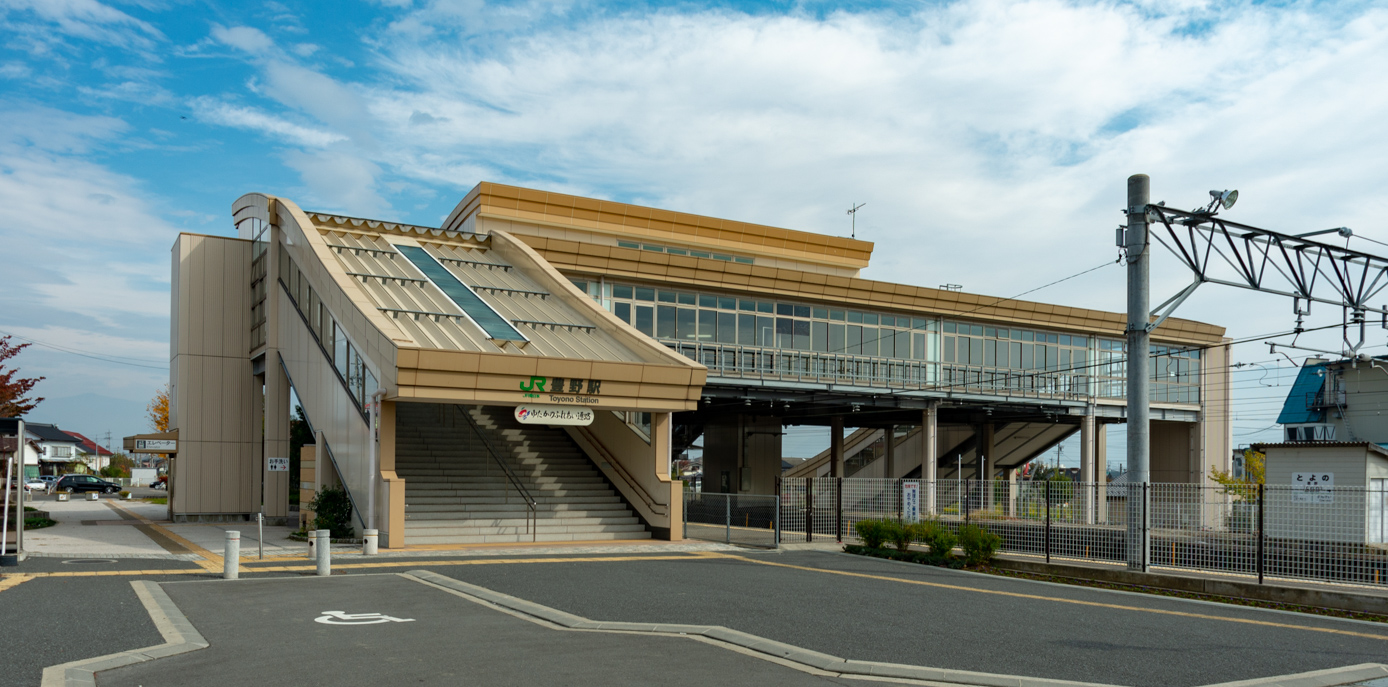
JR時代の北口（2013年11月）
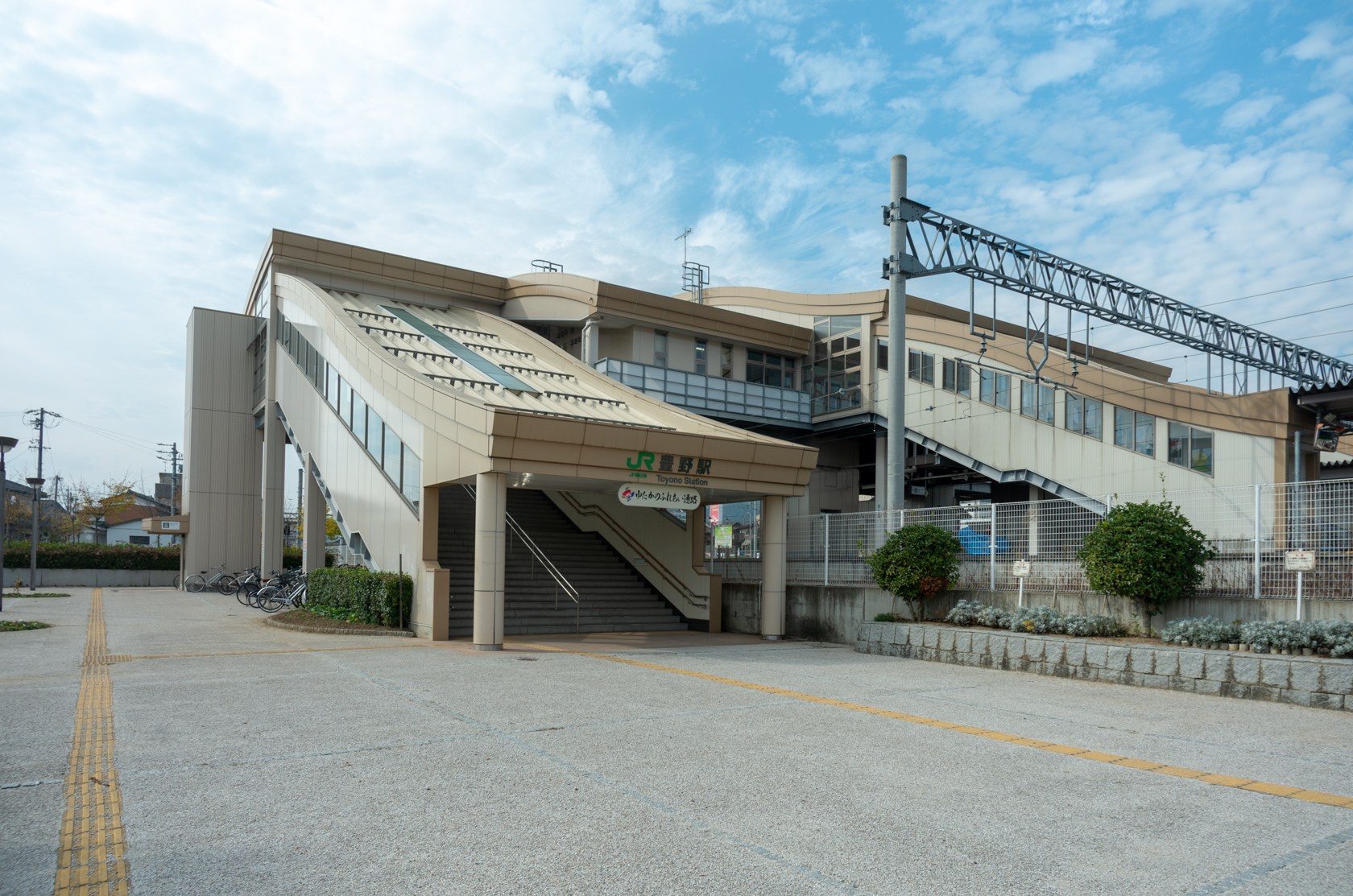
JR時代の南口（2013年11月）

## 駅構造
単式ホーム1面1線、島式ホーム1面2線の計2面3線のホームを持つ地上駅である。1番線が下りホーム、2・3番線が上りホームであるが、平日朝に1本のみ1番線から発車する上り列車が存在する。また、異常時には、3番線から下り列車の発車が可能な構造である。なお、国鉄時代には、貨物車両等の留置線が5線と貨物ホーム単式1面1線が存在したが、貨物取扱の廃止後、現在の構造に変更された。当駅から北しなの線と飯山線は2kmほど並行したのち分かれる。しなの鉄道とJR東日本の分界標識は飯山線側にある上り場内信号機付近に明示されている。しばらく両社路線が並行する。
かつて木造駅舎だったが、2008年（平成20年）に現在の橋上駅舎に改築された。駅舎改築に先立って行われた駅周辺整備事業では、東西連絡通路（愛称：ゆたかのふれあいつうろ）と駅の南側と北側に公園が整備されている。今後は駅北側を走る市道と接続するロータリーなどが整備される予定。なお、改築以前の駅舎にはKIOSKがあったが、改築後は設置されず、事実上の撤退となった。
終日配置の直営駅で、北しなの線の各駅を統括する管理駅でもある。出札窓口が設置されている。JR券は発売範囲と種類を限定して日中時間帯のみマルス端末で発売する。なお、企画乗車券は信州往復きっぷ、青春18きっぷ、信州ワンデーパス、信州特急料金回数券、東京週末フリー乗車券を取り扱う。
JR時代も直営駅（駅長配置）であり、管理駅として牟礼駅を管理していた。また、出札窓口はみどりの窓口として営業していた。

### のりば
| 番線 | 路線                        | 方向 | 行先                       | 備考                    |
| ---- | --------------------------- | ---- | -------------------------- | ----------------------- |
| 1    | ■北しなの線                 | 下り | 妙高高原方面               |                         |
| 1    | ■飯山線                     | 下り | 戸狩野沢温泉・越後川口方面 |                         |
| 1    | ■北しなの線                 | 上り | 長野方面                   | 当駅始発は1番線から発車 |
| 2・3 | ■北しなの線 （■飯山線含む） | 上り | 長野方面                   |                         |

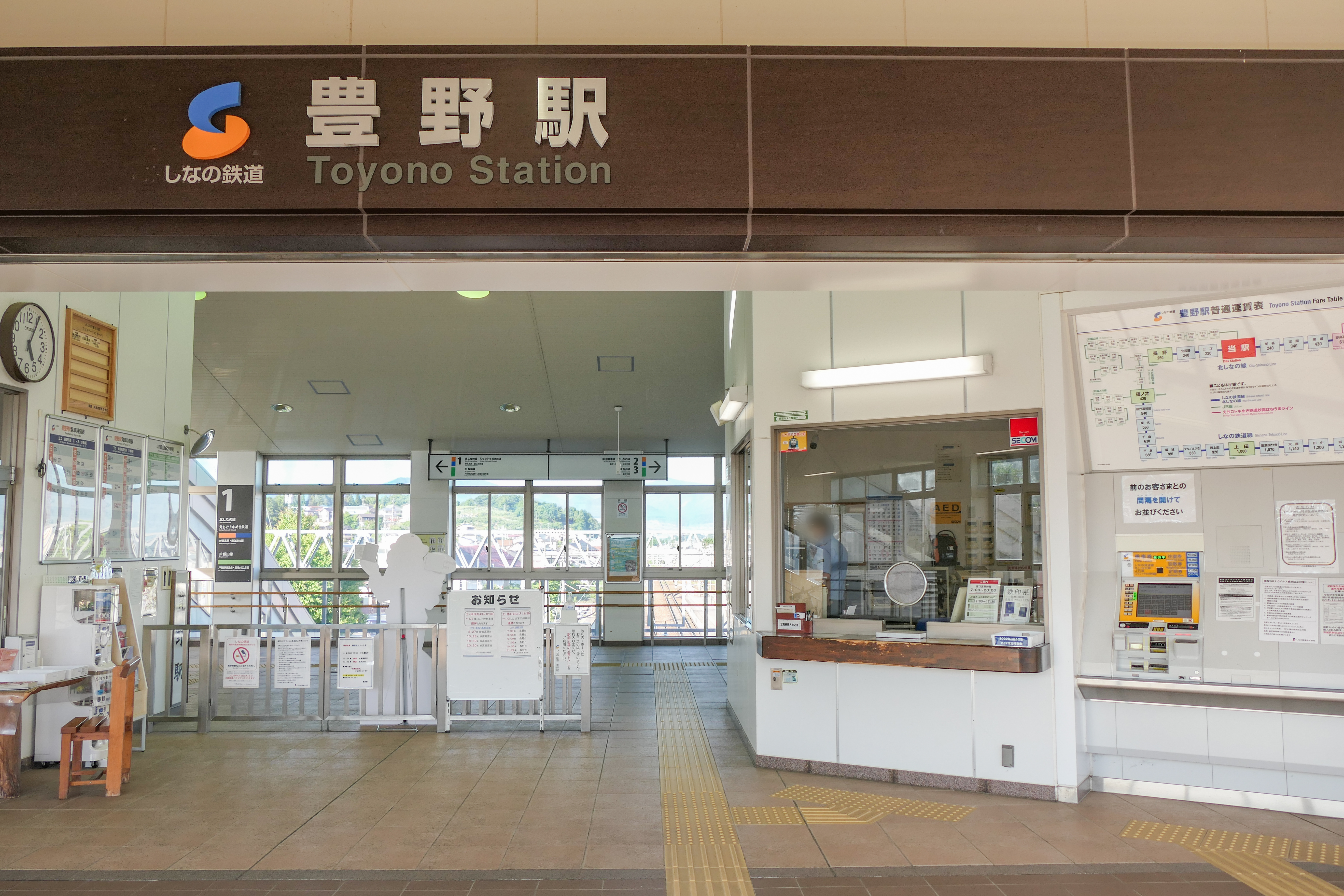
改札口（2022年5月）
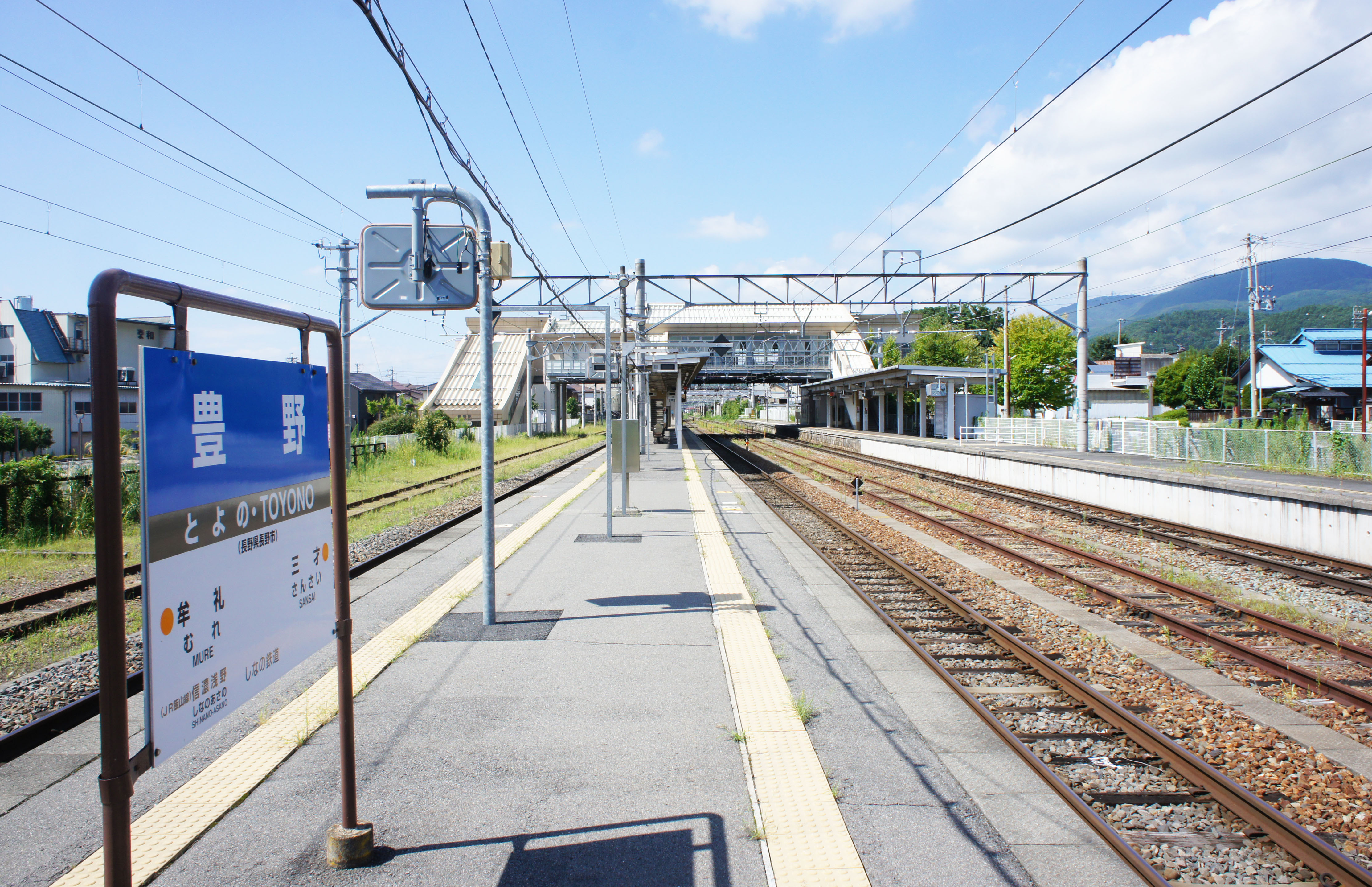
ホーム（2021年8月）

### 運行状況
かつては急行「よねやま」や「赤倉」などが停車していた一方で、特急「あさま」や「白山」は通過した。1997年（平成9年）10月1日の北陸新幹線一部先行開業と同時に、特急「みのり」が長野 - 新潟間に2往復新設されると、上下それぞれ1本が停車した。その後、2001年（平成13年）12月1日のダイヤ改正で、特急「みのり」の長野駅発着分が廃止されると、当駅に停車する特急は無くなった。過去には修学旅行等の臨時運行のため、特急「しなの」が入線したことがある。
2015年（平成27年）3月14日からは信越本線がしなの鉄道へ移管した。JR東日本としては飯山線の単独所属となっている。飯山線は当駅を起点とするが、列車はしなの鉄道北しなの線へ乗り入れて長野駅まで運行している。

## 利用状況
- しなの鉄道 - 2023年度（令和5年度）の1日平均乗車人員は874人である[市 1]。
- JR東日本 - 2023年度（令和5年度）の1日平均乗車人員は961人である[JR 1]。

2000年度（平成12年度）以降の推移は以下のとおりである。
| 1日平均乗車人員推移 | 1日平均乗車人員推移 | 1日平均乗車人員推移 | 1日平均乗車人員推移 | 1日平均乗車人員推移 | 1日平均乗車人員推移 |
| 年度                | しなの鉄道          | JR東日本            | JR東日本            | JR東日本            | 出典                |
| 年度                | しなの鉄道          | 定期外              | 定期                | 合計                | 出典                |
| ------------------- | ------------------- | ------------------- | ------------------- | ------------------- | ------------------- |
| 2000年（平成12年）  | 未開業              |                     |                     | 1,050               | [ JR 2 ]            |
| 2001年（平成13年）  | 未開業              |                     |                     | 1,047               | [ JR 3 ]            |
| 2002年（平成14年）  | 未開業              |                     |                     | 1,038               | [ JR 4 ]            |
| 2003年（平成15年）  | 未開業              |                     |                     | 1,044               | [ JR 5 ]            |
| 2004年（平成16年）  | 未開業              |                     |                     | 1,029               | [ JR 6 ]            |
| 2005年（平成17年）  | 未開業              |                     |                     | 1,033               | [ JR 7 ]            |
| 2006年（平成18年）  | 未開業              |                     |                     | 1,030               | [ JR 8 ]            |
| 2007年（平成19年）  | 未開業              |                     |                     | 1,023               | [ JR 9 ]            |
| 2008年（平成20年）  | 未開業              |                     |                     | 998                 | [ JR 10 ]           |
| 2009年（平成21年）  | 未開業              |                     |                     | 966                 | [ JR 11 ]           |
| 2010年（平成22年）  | 未開業              |                     |                     | 935                 | [ JR 12 ]           |
| 2011年（平成23年）  | 未開業              |                     |                     | 944                 | [ JR 13 ]           |
| 2012年（平成24年）  | 未開業              | 242                 | 687                 | 930                 | [ JR 14 ]           |
| 2013年（平成25年）  | 未開業              | 252                 | 708                 | 960                 | [ JR 15 ]           |
| 2014年（平成26年）  | 未開業              | 281                 | 618                 | 899                 | [ JR 16 ]           |
| 2015年（平成27年）  | 1,118               | 362                 | 1,029               | 1,391               | [ 市 2 ] [ JR 17 ]  |
| 2016年（平成28年）  | 1,021               | 349                 | 970                 | 1,320               | [ 市 2 ] [ JR 18 ]  |
| 2017年（平成29年）  | 1,014               | 323                 | 936                 | 1,260               | [ 市 2 ] [ JR 19 ]  |
| 2018年（平成30年）  | 1,006               | 320                 | 914                 | 1,235               | [ 市 3 ] [ JR 20 ]  |
| 2019年（令和元年）  | 970                 | 293                 | 922                 | 1,216               | [ 市 4 ] [ JR 21 ]  |
| 2020年（令和02年）  | 759                 | 143                 | 846                 | 990                 | [ 市 5 ] [ JR 22 ]  |
| 2021年（令和03年）  | 823                 | 160                 | 800                 | 961                 | [ 市 5 ] [ JR 23 ]  |
| 2022年（令和04年）  | 847                 | 204                 | 772                 | 977                 | [ 市 1 ] [ JR 24 ]  |
| 2023年（令和05年）  | 874                 | 219                 | 741                 | 961                 | [ 市 1 ] [ JR 1 ]   |

## 駅周辺
駅舎は信濃川水系千曲川支流の浅川左岸（西岸）に位置する。駅の北東で浅川が黒姫方向からの鳥居川と合わせて千曲川左岸に合流する形となっている。これは大雨時に内水氾濫を起こしやすい地形である。また、浅川は1990年代後半に浚渫と流路掘削の河川改修が行われるまで天井川であり、駅周辺は堤防決壊による外水氾濫も含めて昔からたびたび洪水による浸水被害にあってきた。駅前には江戸時代の大水害（戌の満水）を伝える流死人菩薩碑が残る。直近では2019年（令和元年）10月の令和元年東日本台風により駅周辺が広範囲で浸水した。2019年（令和元年）の浸水を受けて見直された長野市作成のハザードマップでは駅周辺で最大20メートルの浸水が予想されている。洪水時の市の指定避難場所としては駅北側に約3 kmの豊野東小学校が指定されているほか、高台の公民館などが被害状況に応じて自主避難所となっている。
河川だけでなく陸上交通の要衝でもあり、現在の駅周辺が北国街道と飯山街道が交わる宿場町神代宿としても栄えた。本陣などは現存していないが、かつての街道筋には今も馬頭観音が残る。かつての街道は駅の西側を通っていたが、かつての街道に相当する国道18号および国道117号の長野バイパスは駅の東側を通過する。かつての街道は県道もしくは市道となっている。1960年代までは駅付近の集落は宿場跡か山際に集中し、他は水田を中心とする農地であった。古くからの寺社もかつての集落に隣接するように山際に立地する。1970年代より駅東側の水田を埋め立てて開発が進み市街地は東へ広がっていき、主な商業地はバイパス沿いの集落内の商店からロードサイド型店舗へと移行した。西側の山地斜面はから開墾されリンゴを中心とした果樹園となっている。当駅周辺は明治期にリンゴ栽培を始めたとして、南側の赤沼公民館内に信州リンゴ栽培発祥の石碑がある。
- 信濃川支流千曲川 - 千曲川支流浅川、同支流鳥居川
- 国道18号（駅付近は国道117号重複区間） 長野バイパス（愛称アップルライン）[1]
- 長野県道66号豊野南志賀公園線
- 長野県道368号村山豊野停車場線
- 長野県道399号長野豊野線
- 北国街道松代道および飯山街道 神代宿
- 長野市役所豊野支所[1]（旧豊野町役場）
  - 長野市豊野保健センター（保健所）
  - 豊野公民館（本館以外にも近隣にいくつか支館あり[17]）
  - 長野中央警察署豊野町交番
- 豊野高等専修学校[18]
- 長野市立豊野中学校
- 長野市立豊野西小学校

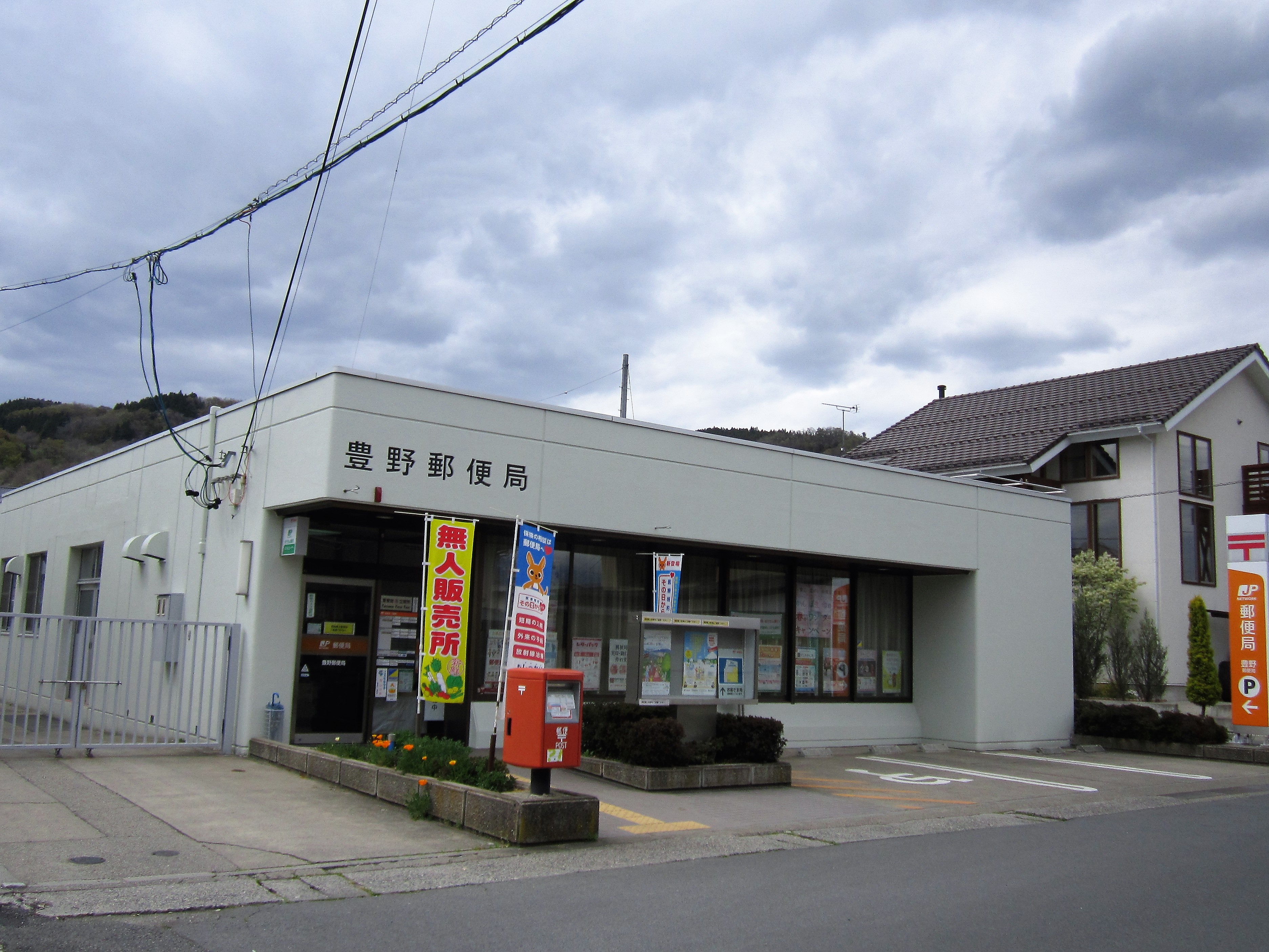
豊野郵便局
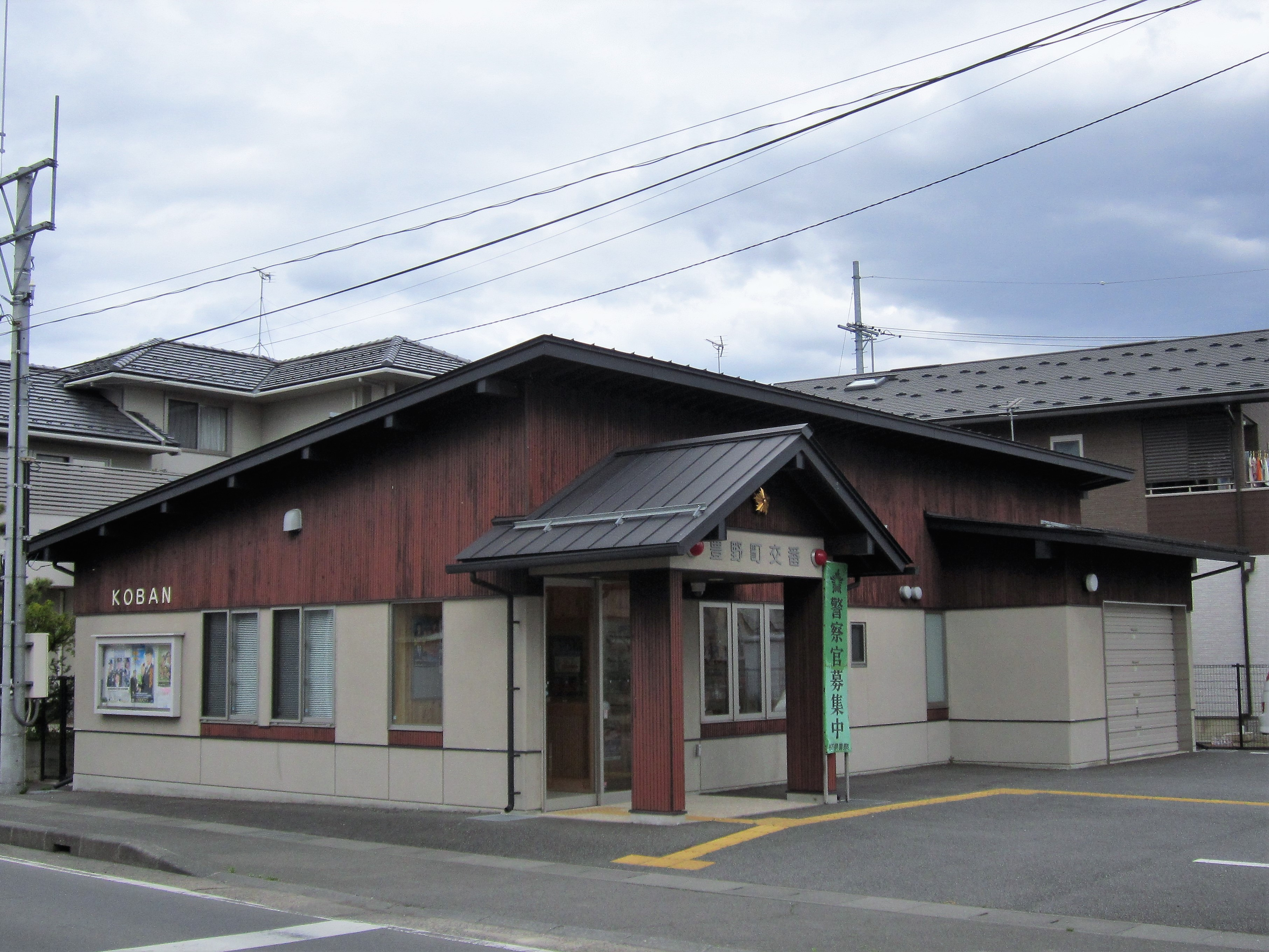
豊野交番
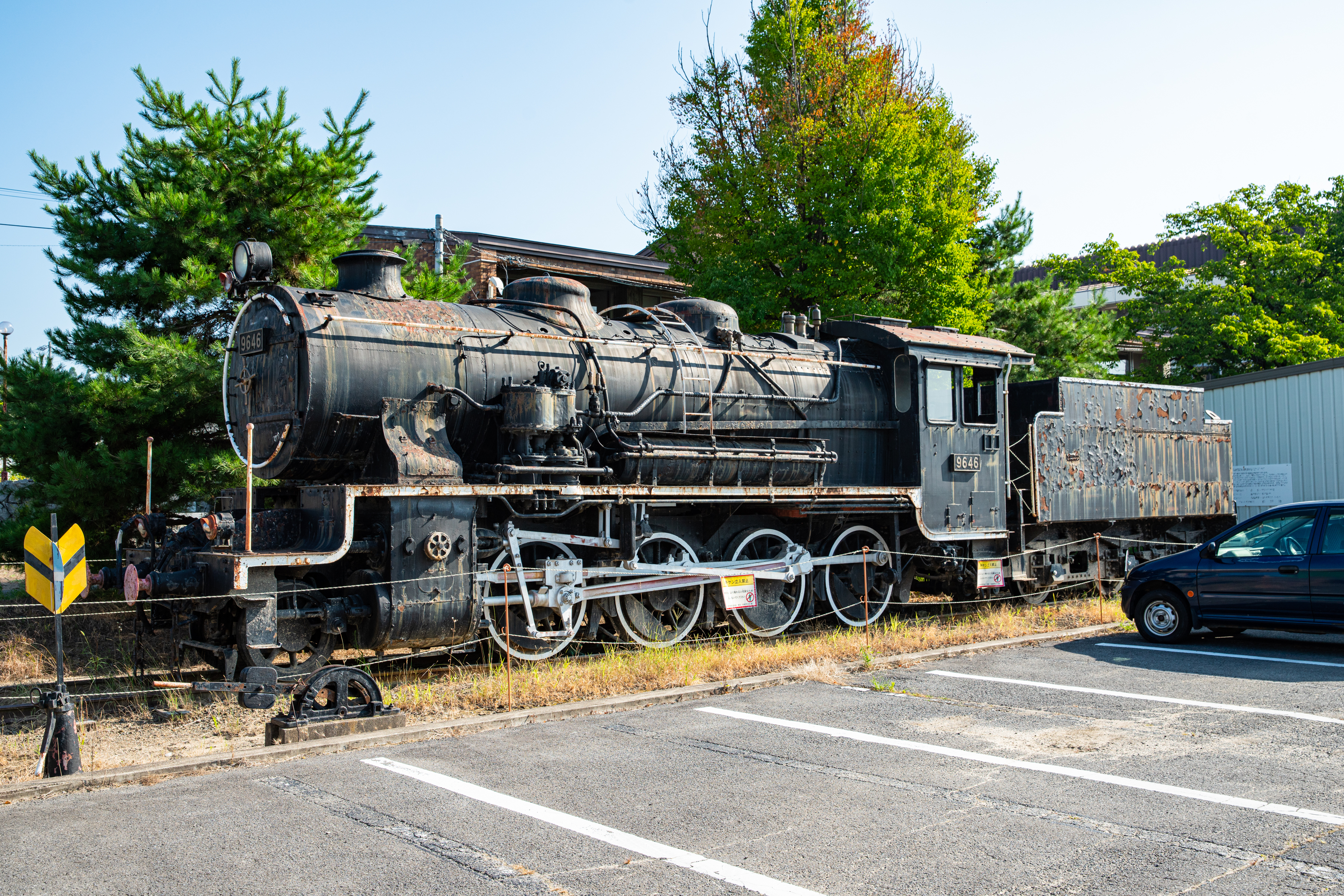
保存された国鉄9600形蒸気機関車
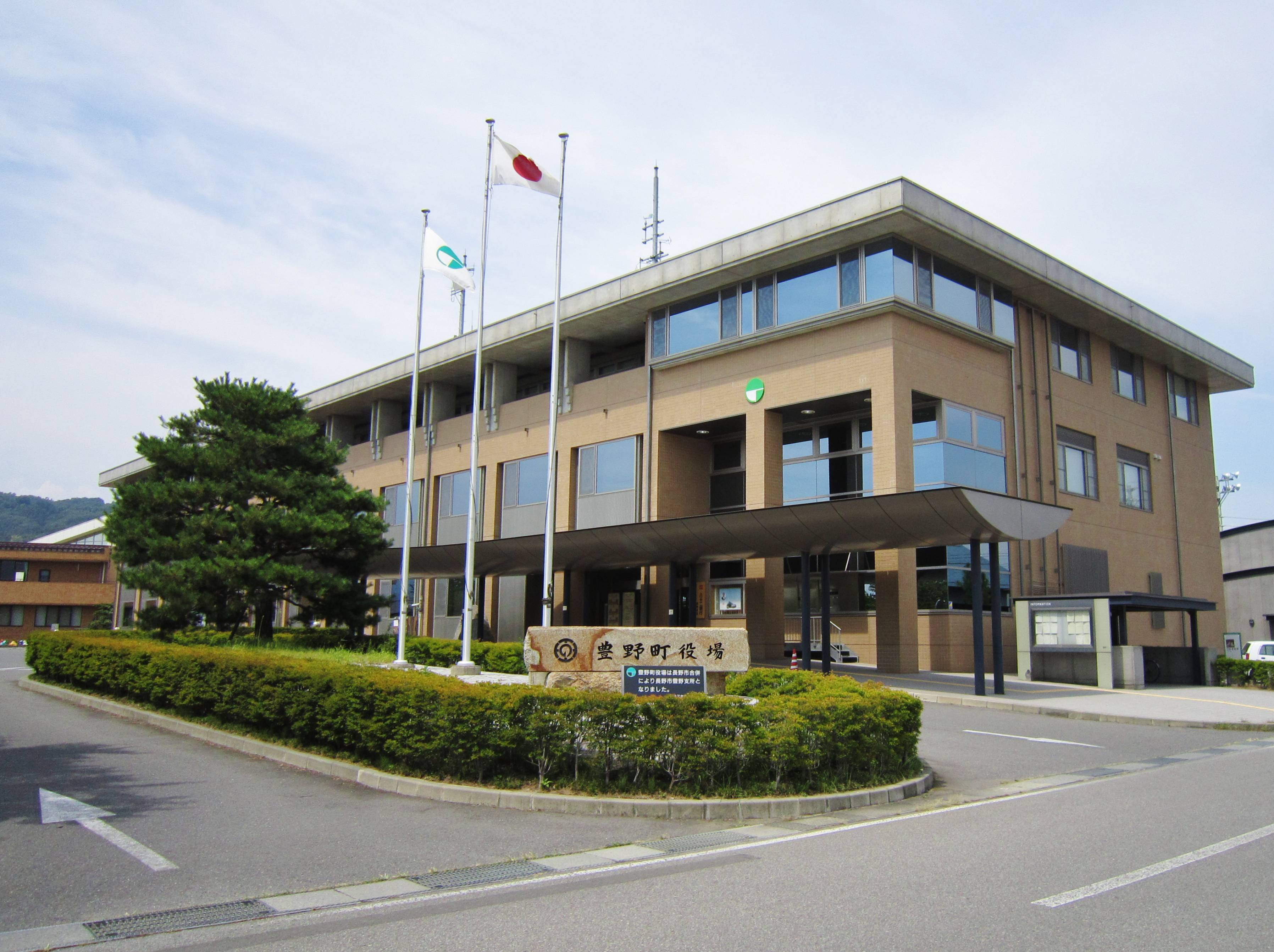
豊野支所
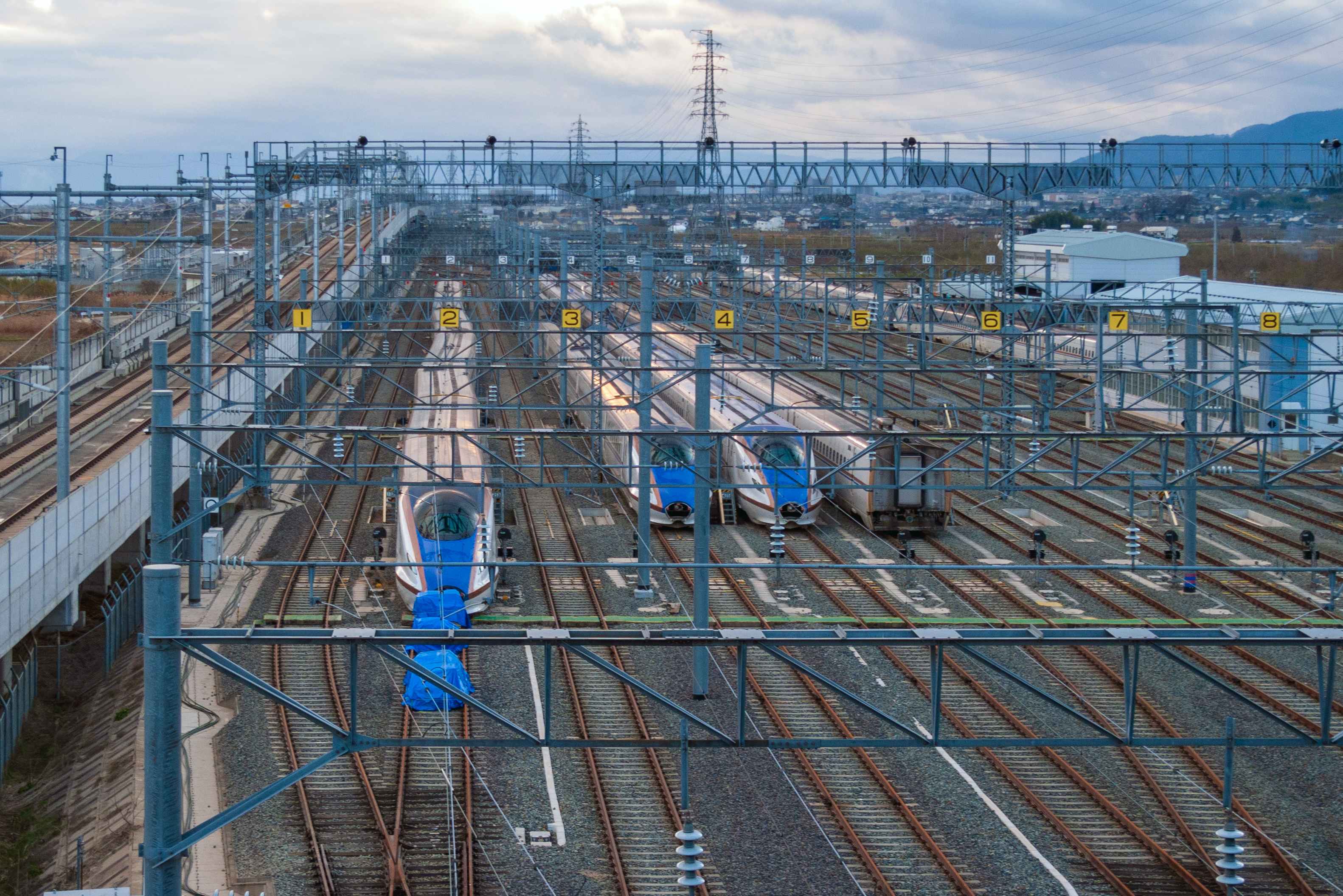
長野新幹線車両センター
- 大久保池
- りんごの丘公園

- 豊野郵便局
- 豊野交番
- 保存された国鉄9600形蒸気機関車
- 豊野支所
- 長野新幹線車両センター

## バス路線

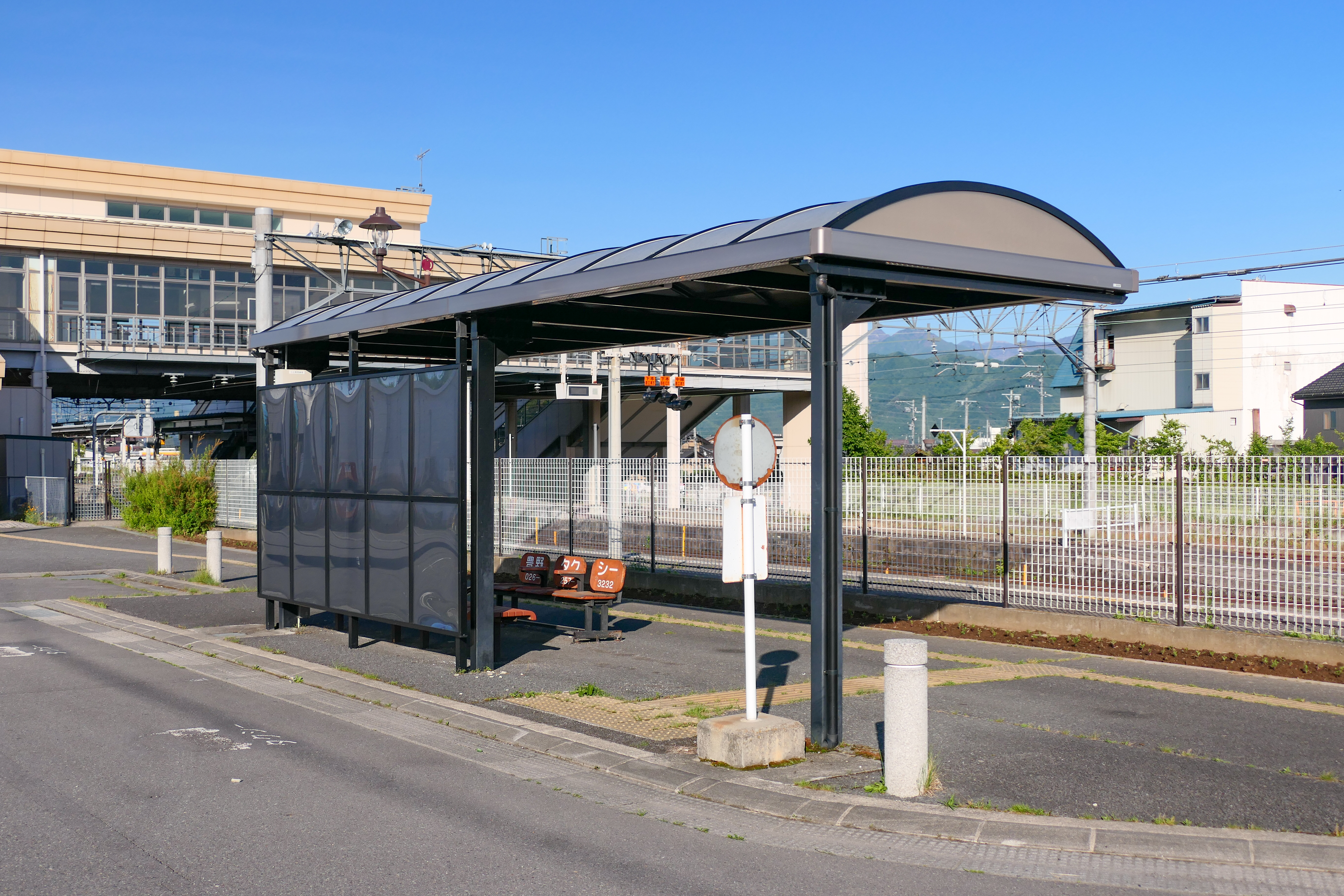
南口バス停（2022年5月）

駅北口に長野市営バスの「豊野駅北口」停留所、駅南口に市営バス「豊野駅南口」停留所と長野市コミュニティバス（長電バスに委託）の「豊野駅」停留所がある。
長野市営バス
- 豊野線：三才駅／蟻ヶ崎公会堂・川谷／りんごの湯／二ツ石公会堂／上神代公会堂

長野市コミュニティバス
- 長沼線：りんごの湯／柳原駅・柳原
バス路線は2010年（平成22年）5月31日をもって終了し、翌6月1日からは長野市乗合タクシーが引き続き運行している。

## 隣の駅
しなの鉄道
■北しなの線
- 特別快速「軽井沢リゾート号」停車駅

三才駅 - 豊野駅 - 牟礼駅
東日本旅客鉄道（JR東日本）
■飯山線（長野駅 - 当駅間は北しなの線）
三才駅 - 豊野駅 - 信濃浅野駅

### 記事本文
1. 1 2 3 4 5 6 7 8 9 10 11 12 13 14  信濃毎日新聞社出版部 編『長野県鉄道全駅 増補改訂版』信濃毎日新聞社、2011年7月24日、28頁。ISBN 978-4-7840-7164-7。
2. 1 2 3 4  『週刊 JR全駅・全車両基地』 14号 長野駅・新津駅・高田駅ほか、朝日新聞出版〈週刊朝日百科〉、2012年11月11日、20頁。
3. 1 2 3 4 5  川辺和将、巽賢司「北陸新幹線:長野−金沢間開業 飯山歓喜 1万5000人、新時代祝う 一番列車、拍手と「ふるさと」で歓迎」『毎日新聞』毎日新聞社、2015年3月15日。
4. 1 2  曽根悟（監修） 著、朝日新聞出版分冊百科編集部 編『週刊 歴史でめぐる鉄道全路線 国鉄・JR』 11号 信越本線、朝日新聞出版〈週刊朝日百科〉、2009年9月20日、20-25頁。
5. 1 2 3  石野 1998, p. 591.
6. 1 2 3  石野 1998, p. 579.
7. ↑  『しなの鉄道全線への「Suica」導入について』（PDF）（プレスリリース）しなの鉄道、2025年2月27日。2025年2月27日閲覧。
8. ↑  【今日は何の日？】長野原線が吾妻線に改名 -乗りものニュース
9. 1 2 3  “JR東日本：駅構内図・バリアフリー情報（豊野駅）”.   東日本旅客鉄道. 2025年5月11日閲覧。
10. 1 2  小学館『国鉄全線各駅停車・6 中央・上信越440駅』p.126　より
11. ↑  北しなの線 住民説明会資料【運賃訂正版】 (PDF)  - 長野県並行在来線対策協議会（2015年4月2日閲覧）
12. ↑  各種乗車券について（ＪＲ線のきっぷの発売・豊野駅） - しなの鉄道。
13. ↑  『コンパス時刻表』平成27年2月号・3月号、交通新聞社、2015年。（※3月号より「みどりの窓口のある駅」から除外）
14. 1 2  “時刻表【豊野】”.   しなの鉄道. 2019年8月19日閲覧。
15. 1 2  長野市洪水ハザードマップ 古里・柳原・浅川・朝陽・若槻・長沼・豊野地区周辺. 長野市危機管理防災課. 2022年9月20日閲覧
16. ↑  長野市総務部危機管理防災課 (2020)令和元年東日本台風災害対応 検証報告書. 長野市.
17. ↑  豊野公民館（2020）とよのかんぽー　第407号. 豊野公民館館報.
18. ↑  “豊野高等専修学校”.   学校法人豊野学園 豊野高等専修学校. 2022年7月5日閲覧。

### 利用状況

#### JR東日本
1. 1 2  “各駅の乗車人員（2023年度）”.   東日本旅客鉄道. 2024年7月21日閲覧。
2. ↑  “各駅の乗車人員（2000年度）”.   東日本旅客鉄道. 2019年4月9日閲覧。
3. ↑  “各駅の乗車人員（2001年度）”.   東日本旅客鉄道. 2019年4月9日閲覧。
4. ↑  “各駅の乗車人員（2002年度）”.   東日本旅客鉄道. 2019年4月9日閲覧。
5. ↑  “各駅の乗車人員（2003年度）”.   東日本旅客鉄道. 2019年4月9日閲覧。
6. ↑  “各駅の乗車人員（2004年度）”.   東日本旅客鉄道. 2019年4月9日閲覧。
7. ↑  “各駅の乗車人員（2005年度）”.   東日本旅客鉄道. 2019年4月9日閲覧。
8. ↑  “各駅の乗車人員（2006年度）”.   東日本旅客鉄道. 2019年4月9日閲覧。
9. ↑  “各駅の乗車人員（2007年度）”.   東日本旅客鉄道. 2019年4月9日閲覧。
10. ↑  “各駅の乗車人員（2008年度）”.   東日本旅客鉄道. 2019年4月9日閲覧。
11. ↑  “各駅の乗車人員（2009年度）”.   東日本旅客鉄道. 2019年4月9日閲覧。
12. ↑  “各駅の乗車人員（2010年度）”.   東日本旅客鉄道. 2019年4月9日閲覧。
13. ↑  “各駅の乗車人員（2011年度）”.   東日本旅客鉄道. 2019年4月9日閲覧。
14. ↑  “各駅の乗車人員（2012年度）”.   東日本旅客鉄道. 2019年4月9日閲覧。
15. ↑  “各駅の乗車人員（2013年度）”.   東日本旅客鉄道. 2019年4月9日閲覧。
16. ↑  “各駅の乗車人員（2014年度）”.   東日本旅客鉄道. 2019年4月9日閲覧。
17. ↑  “各駅の乗車人員（2015年度）”.   東日本旅客鉄道. 2019年4月9日閲覧。
18. ↑  “各駅の乗車人員（2016年度）”.   東日本旅客鉄道. 2019年4月9日閲覧。
19. ↑  “各駅の乗車人員（2017年度）”.   東日本旅客鉄道. 2019年4月9日閲覧。
20. ↑  “各駅の乗車人員（2018年度）”.   東日本旅客鉄道. 2019年7月24日閲覧。
21. ↑  “各駅の乗車人員（2019年度）”.   東日本旅客鉄道. 2020年7月18日閲覧。
22. ↑  “各駅の乗車人員（2020年度）”.   東日本旅客鉄道. 2021年7月29日閲覧。
23. ↑  “各駅の乗車人員（2021年度）”.   東日本旅客鉄道. 2022年8月12日閲覧。
24. ↑  “各駅の乗車人員（2022年度）”.   東日本旅客鉄道. 2023年7月11日閲覧。

#### 長野市統計書
1. 1 2 3  “8 運輸・通信” (xlsx). 令和6年版長野市統計書.   長野市 (2025年3月). 2025年5月11日閲覧。
2. 1 2 3  “8.運輸・通信” (PDF). 平成30年版長野市統計書.   長野市. p. 166 (2019年4月22日). 2019年4月26日時点のオリジナルよりアーカイブ。2019年4月26日閲覧。
3. ↑  “8 運輸・通信” (xls). 令和元年版長野市統計書.   長野市 (2020年3月25日). 2020年4月1日時点のオリジナルよりアーカイブ。2020年4月1日閲覧。
4. ↑  “8 運輸・通信” (xls). 令和2年版長野市統計書.   長野市 (2021年4月1日). 2021年4月8日時点のオリジナルよりアーカイブ。2021年4月8日閲覧。
5. 1 2  “8 運輸・通信” (xlsx). 令和4年版長野市統計書.   長野市 (2023年3月28日). 2023年7月11日時点のオリジナルよりアーカイブ。2023年7月11日閲覧。